# Huenita
La huenita és un mineral de la classe dels molibdats.

## Característiques
La huenita és un molibdat de fórmula química Cu₄(MoO₄)₃(OH)₂. Va ser aprovada com a espècie vàlida per l'Associació Mineralògica Internacional l'any 2016. Cristal·litza en el sistema trigonal. És una espècie químicament molt propera a la lindgrenita, la markascherita i a la szenicsita.

## Formació i jaciments
Va ser descoberta a la mina San Samuel (de vegades anomenada "San Manuel"), a Carrera Pinto, al districte de Cachiyuyo de Llampos de la província de Copiapó (Regió d'Atacama, Xile). Es tracta de l'únic indret on ha estat trobada aquesta espècie mineral.